# IC 1854
IC 1854 је лентикуларна галаксија у сазвјежђу Ован која се налази на листи објеката дубоког неба у Индекс каталогу.
Деклинација објекта је + 19° 18' 16" а ректасцензија 2h 49m 20,6s. Привидна величина (магнитуда) објекта IC 1854 износи 14,0 а фотографска магнитуда 15,0. IC 1854 је још познат и под ознакама MK 372, CGCG 463-20, NPM1G +19.0098, PGC 10684.